# Anatomy (альбом Drugstore)
Anatomy — четвёртый студийный альбом британской дрим-поп-группы Drugstore. Он был выпущен в 2011 году после восьмилетнего перерыва в творчестве группы и доступен как на CD, так и на прозрачном виниле ограниченного тиража. Альбом был записан на студии Panic Button Studios со Стивом Лайоном на Платтс-Эйоте, небольшом острове на реке Темзе в Хэмптоне.

## История
Появившаяся в разгар эпохи брит-попа культовая группа Drugstore с ее мрачным альтернативным кантри-звучанием выделялась среди бесконечного потока парниковых гитарных групп, привлекая внимание Джеффа Бакли, который записал кавер-версию их дебютного сингла «Alive», и Тома Йорка, который принял участие в записи их единственного хита, вошедшего в топ-20, «El Presidente». Но после выхода альбома Songs for the Jet Set в 2001 году группа замолчала, а бразильская солистка Изабель Монтейро провела большую часть следующего десятилетия, борясь с депрессией и полной антипатией к написанию новой музыки. Именно этот довольно мрачный период стал фоном для их альбома-возвращения Anatomy, в котором певица с дымчатым голосом изливает душу в 11 скупых, самостоятельно спродюсированных треках, которые звучат так же несообразно с современным музыкальным климатом, как и их дебютный альбом и второй диск Magic for White Lovers в 90-е годы.

## Отзывы
| Оценки критиков  | Оценки критиков |
| Источник         | Оценка          |
| ---------------- | --------------- |
| AllMusic         | [ 2 ]           |
| Drowned in Sound | 7/10            |
| Hot Press        | 5/5             |

Альбом получил в целом положительные отзывы от современных музыкальных критиков.
Джон О’Брайен отметил в AllMusic, что «Несмотря на то, что она набрала новый состав группы через различные открытые прослушивания, только мрачные барабаны и гитары в стиле Морриконе в открывающей композиции „Sweet Chili Girl“, „Aquamarine“ (дуэт с одним из ее новых „ковбоев“, Т. Кордеро, также под влиянием Дикого Запада) и мерцающая американа в великолепной „Standing Still“ показывают, что Монтейро стремится к более обширному звучанию, которое она теперь может себе позволить. Вместо этого, большая часть альбома доминирует минималистичными, обнаженными аранжировками, которые позволяют как высоко личным лирическим темам, так и ее утомленным миром и иногда зловещим тонам занять центральное место, будь то тихий акустический фолк „Sinner’s Descent“, туманная, насыщенная реверберацией атмосфера „La Brume“ или душераздирающий французский шансон „Lights Out“. Пропитанный готической меланхолией, Anatomy вряд ли превзойдет культовый статус группы, но это весьма достойное возвращение к форме, которое показывает, что талант Монтейро извлекать самые красивые звуки из самых мрачных тем не покинул ее за долгое время отсутствия».

## Список композиций
Все песни Изабель Монтейро
| №   | Название                      | Длительность |
| --- | ----------------------------- | ------------ |
| 1.  | «Sweet Chili Girl»            | 3:21         |
| 2.  | «Lights Out»                  | 3:17         |
| 3.  | «Sinner's Descent»            | 4:04         |
| 4.  | «Can't Stop Me Now»           | 4:00         |
| 5.  | «Aquamarine»                  | 4:57         |
| 6.  | «Standing Still»              | 4:16         |
| 7.  | «Blackholes and BrokenHearts» | 3:31         |
| 8.  | «Falling Rocks»               | 3:18         |
| 9.  | «La Brume»                    | 2:26         |
| 10. | «Clouds»                      | 4:27         |